# Mateo Beusan
Mateo Beusan (Dubrovnik, 10. ožujka 1951.), hrvatski nogometni sudac i televizijski analitičar sudačkih odluka.
Obiteljske korijene vuče iz Župe dubrovačke.
Bivši je nogometni sudac te delegat  Hrvatskog nogometnog saveza i legendarno “Oko sokolovo“ Hrvatske radiotelevizije. Osvajanjem drugog mjesta hrvatske reprezentacije na Svjetskom prvenstvu u Rusiji 2018. godine, Mateo Beusan oprašta se od televizijske karijere koja je trajala punih 20 godina, od bronce u Francuskoj do srebra u Rusiji. Na njegovo mjesto dolazi Marijo Strahonja.
Kao sudac je bio poznat pod nadimkom "Mr. Penal". Od 1991. do 1996. nalazio se na FIFA-inom popisu, a u rujnu 1994. sudio je i jednu utakmicu Lige prvaka. Jedini je hrvatski sudac koji je sudio u elitnoj kategoriji. Zajedno sa Zdravkom Jokićem bio je pomoćnik Zoranu Petroviću na utakmici Europskog Superkupa 1991. Zajedno s Petrovićem smatran je najboljim sucem u bivšoj Jugoslaviji. Mentor mu je bio priznati talijanski sudac Paolo Casarin. S izbijanjem Domovinskog rata bio je prisiljen napustiti međunarodno suđenje, u koje se više nikad nije vratio. U sudačkoj karijeri sudio je četiri međunarodne utakmice: dvije prijateljske i po jednu kvalifikacijsku za Svjetsko i Europsko prvenstvo. 
Dobitnik je Državne nagrada za šport "Franjo Bučar" za postignuća u nogometnom sudstvu.

## Vanjske poveznice
- HP vjesnik[neaktivna poveznica]